# Vincent Jean Marie Caradec
Pour les articles homonymes, voir Caradec.
Vincent Jean Marie Caradec est un homme politique français né le 14 mars 1783 à Vannes (Morbihan) et mort le 23 mars 1862 à Vannes.

## Biographie
Président du tribunal de Vannes depuis 1819 et dévoué au gouvernement de Louis-Philippe, il est élu, le 21 juin 1834, député du 2e collège électoral du Morbihan (Muzillac).
Il est du « tiers-parti », et vote presque toujours avec la majorité.
Il épouse en premières noces la fille de Joseph-Marie-Prudent Lucas de Bourgerel, et a de son second mariage, Albert Caradec.

## Pour approfondir